# Spoorlijn Halle - Vienenburg
De spoorlijn Halle - Vienenburg is een Duitse niet geëlektrificeerde, grotendeels enkelsporige spoorlijn in Saksen-Anhalt en Nedersaksen. De lijn is als spoorlijn 6344 onder beheer van DB Netze. Tot de Duitse eenwording in 1990 was het gedeelte tussen Vienenburg en de landgrens als spoorlijn 1933 onder beheer van DB Netze.

## Geschiedenis
Het traject werd door de Magdeburg-Halberstädter Eisenbahngesellschaft in fases geopend. Na de nationalisatie van de MHE werd het langeafstandsverkeer voornamelijk over andere lijnen afgehandeld. De verbinding tussen Halle en Vienenburg had echter wel een belangrijke regionale functie. Na de Tweede Wereldoorlog werd de lijn tussen Vienenburg in de Britse bezettingszone en Schauen in de Russische bezettingszone onderbroken. Om na de Wende in 1990 de verbinding weer tot stand te brengen is er tussen Ilsenburg en Vienenburg een nieuwe lijn aangelegd die nabij de landgrens aansluit op het oude tracé.

## Treindiensten
Transdev Sachsen-Anhalt verzorgt het personenvervoer op dit traject.
| Serie  | Treinsoort                                  | Route | Bijzonderheden                                 |
| ------ | ------------------------------------------- | --- | ---------------------------------------------- |
| HBX    | HarzBerlinExpress (Transdev Sachsen-Anhalt) | Berlin Ostbahnhof – Berlin Hbf – Potsdam Hbf – Gethin – Burg (Magdeburg) – Magdeburg Hbf – Oschersleben (Bode) – Halberstadt – [ Wernigerode – Vienenburg – Goslar ] / [ Wegeleben – Quedlinburg – Thale Hbf ] | Enkele treinen in het weekend en op feestdagen |
| HEX 4  | HarzElbeExpress (Transdev Sachsen-Anhalt)   | Halle (Saale) Hbf – Könnern – Sandersleben – Aschersleben – Gatersleben – Halberstadt – Wernigerode – Vienenburg – Goslar                                                                                      | Eenmaal per twee uur                           |
| HEX 11 | HarzElbeExpress (Transdev Sachsen-Anhalt)   | Magdeburg Hbf – Oschersleben – Halberstadt – Wegeleben – Quedlinburg – Thale Hbf | Eenmaal per uur                                |
| HEX 21 | HarzElbeExpress (Transdev Sachsen-Anhalt)   | Magdeburg Hbf – Oschersleben – Halberstadt – Wernigerode – Vienenburg – Goslar | Eenmaal per twee uur                           |
| HEX 24 | HarzElbeExpress (Transdev Sachsen-Anhalt)   | Halle (Saale) Hbf – Könnern – Sandersleben – Aschersleben – Gatersleben – Halberstadt | Eenmaal per twee uur                           |
| HEX 44 | HarzElbeExpress (Transdev Sachsen-Anhalt)   | Halberstadt – Gatersleben – Aschersleben | Viermaal per dag                               |
| HEX 47 | HarzElbeExpress (Transdev Sachsen-Anhalt)   | Bernburg – Baalberge – Könnern – Halle (Saale) Hbf | Eenmaal per uur                                |

## Aansluitingen
In de volgende plaatsen is of was er een aansluiting op de volgende spoorlijnen:
Halle (Saale) Hauptbahnhof
DB 6053, spoorlijn tussen Halle en Gröbers
DB 6132, spoorlijn tussen Berlijn en Halle
DB 6340, spoorlijn tussen Halle en Baunatal-Guntershausen
DB 6343, spoorlijn tussen Halle en Hann. Münden
DB 6345, spoorlijn tussen Halle en Guben
DB 6346, spoorlijn tussen Halle Güterbahnhof en Halle Thüringer Bahnhof
DB 6403, spoorlijn tussen Maagdenburg en Leipzig
Halle-Trotha
DB 6050, spoorlijn tussen Halle Steintorbrücke en Halle-Trotha
Wallwitz (Saalkr)
DB 6911, spoorlijn tussen Wallwitz en Wettin
Nauendorf (Saalkr)
DB 6939, spoorlijn tussen Nauendorf en Löbejün
Könnern
DB 6851, spoorlijn tussen Könnern en Baalberge
DB 6909, spoorlijn tussen Könnern en Rothenburg
Sandersleben (Anhalt)
DB 6118, spoorlijn tussen Berlijn en Blankenheim
Aschersleben
DB 6420, spoorlijn tussen Köthen en Aschersleben
DB 6859, spoorlijn tussen Aschersleben en Schneidlingen
Frose
DB 6862, spoorlijn tussen Frose - Quedlinburg
Wegeleben
DB 6405, spoorlijn tussen Wegeleben en Thale
aansluiting Hof
DB 6865, spoorlijn tussen de aansluiting Halberstadt Ost en Harsleben
Halberstadt
DB 6404, spoorlijn tussen Maagdenburg en Halberstadt
DB 6866, spoorlijn tussen Halberstadt en Blankenburg
Heudeber-Danstedt
DB 6425, spoorlijn tussen Heudeber-Danstedt en Oker
DB 6871, spoorlijn tussen Heudeber en Mattierzoll
aansluiting Mulmke
DB 6871, spoorlijn tussen Heudeber en Mattierzoll
Wasserleben
DB 6870, spoorlijn tussen Wasserleben en Börßum
Vienenburg
DB 1901, spoorlijn tussen Braunschweig en Bad Harzburg
DB 1932, spoorlijn tussen Vienenburg en Goslar
DB 1934, spoorlijn tussen Vienenburg en Grauhof
DB 6393, spoorlijn tussen Ilsenburg en Vienenburg